# 匈牙利國家公園列表
匈牙利拥有10个国家公园，145小型自然保护区和35处景观保护区。其中这份名单只包括国家公园。
阿格泰列克国家公园还是世界自然遗产。
| 名称                    | 建立时间 | 地理位置                                              | 图片 |
| ----------------------- | -------- | ----------------------------------------------------- | ---- |
| 霍尔托巴吉国家公园      | 1972     |                                                       |      |
| 小昆沙国家公园          | 1975     | 匈牙利國家公園列表在匈牙利的位置 · 匈牙利國家公園列表 |      |
| 比克国家公园            | 1976     | 匈牙利國家公園列表在匈牙利的位置 · 匈牙利國家公園列表 |      |
| 阿格泰列克国家公园      | 1985     | 匈牙利國家公園列表在匈牙利的位置 · 匈牙利國家公園列表 |      |
| 费尔特洪沙格国家公园    | 1991     | 匈牙利國家公園列表在匈牙利的位置 · 匈牙利國家公園列表 |      |
| 多瑙河-德拉瓦河国家公园 | 1996     | 匈牙利國家公園列表在匈牙利的位置 · 匈牙利國家公園列表 |      |
| 克勒什-穆列什国家公园   | 1997     | 匈牙利國家公園列表在匈牙利的位置 · 匈牙利國家公園列表 |      |
| 巴拉顿高地国家公园      | 1997     | 匈牙利國家公園列表在匈牙利的位置 · 匈牙利國家公園列表 |      |
| 多瑙河-伊波伊河国家公园 | 1997     | 匈牙利國家公園列表在匈牙利的位置 · 匈牙利國家公園列表 |      |
| 厄尔谢格国家公园        | 2002     | 匈牙利國家公園列表在匈牙利的位置 · 匈牙利國家公園列表 |      |